# Дхами, Драшти
Драшти Дхами (англ. Drashti Dhami, хинди द्रष्टि धामी; род. 10 января 1985, Мумбаи, Индия) — индийская модель и актриса, снимающаяся в индийских телесериалах.

## Биография
Родилась и выросла в пригороде Мумбаи — Боривале. Закончила «Mithibai college» со степенью бакалавра социологии. Также она работала инструктором по танцам для детей.
Драшти воспитывалась в консервативной гуджаратской семье и в соответствии с принятыми в ней традициями для занятия танцами и участия в съемках музыкальных клипов ей пришлось просить разрешения у 10 членов своей семьи. Около трёх лет она изучала Бхаратанатьям, после чего училась в школе танца Шиамака Давара. Драшти Дхами снялась в нескольких музыкальных клипах («Saiyyan Dil Mein Aana Re», «Nachle Soniye Tu», «Teri Meri Nazar Ki Dori»). Она много снималась в коммерческой рекламе (зубная паста «Colgate», автомобиль «Chevrolet», торговый центр «RKS Grand», vip-сумки и украшения и др.).
Признание у телезрителей ей принес молодёжный телесериал «Geet — Hui Sabse Parayi», в котором она сыграла с Гурмитом Чаудхари. В следующем своем сериале, «Мадхубала — одна любовь, одна страсть», она сыграла роль типичной девушки-мумбайки, вместе с популярным актёром ТВ Вивианом Дсеной. Совмещая со съёмками, Драшти участвовала в популярном танцевальном шоу Jhalak Dikhhla Jaa (season 6), где заняла первое место.
В 2015 году Драшти снилась в историческом сериале «Один Король Одна Королева», сыграв роль Королевы Гаятри, вместе с актёром Сиддхантом Карником. В 2016 году снялась в индийской новеле Pardes Mein Hai Mera Dil, вместе с актёрами Арджуном Билджани и Винитом Рейной. В 2016 году она также появилась в эпизоде веб-сериала I Don’t Watch TV вместе с другими актёрами, а также в короткометражном фильме The Change.
Сделав перерыв на год, Драшти вернулась в 2018 году в сериал «История наших отношений» вместе с Шакти Аророй, Адити Шармой и другими.

## Личная жизнь
Живёт в Мумбаи с родителями, старшим братом Джайшилом и его женой — актрисой Сухаши Дхами. 21 февраля 2015 года вышла замуж за своего давнего кавалера Нираджа Кхемку.

## Фильмография
| Год              | Оригинальное название          | Название на русском языке                     | Роль                                                   |
| ---------------- | ------------------------------ | --------------------------------------------- | ------------------------------------------------------ |
| 2007-2009        | Dill Mill Gayye                | Встреча сердец                                | Dr. Muskaan Chadda                                     |
| 2010-2011        | Geet — Hui Sabse Parayi        | Музыка которая никому неизвестна (телесериал) | Geet Handa/Geet Maan Singh Khurana                     |
| 15 декабря 2011  | Pyaar Kii Yeh Ek Kahaani       | -                                             | Akhri Salaam, представление вместе с Гурмитом Чаудхари |
| 20 июля 2012     | Na Bole Tum Na Maine Kuch Kaha | -                                             | Представление вместе с Мегной Сангит                   |
| 15 августа 2012  | Comedy Ka Jashn                | -                                             | Представление вместе с Кришной Абхишеком               |
| 25 мая 2012—2014 | Madhubala — Ek Ishq Ek Junoon  | Мадхубала — одна любовь, одна страсть         | Madhubala Rishabh Kundra, Мадхубала Ришаб Кундра       |
| 2015             | Ek Tha Raja Ek Thi Rani        | Один Король Одна Королева                     | Rani Gayatri королева Гаятри                           |
| 2016             | Pardes Mein Hai Mera Dil       | Моё сердце на чужбине                         | Naina Mehra Нэйна Мехра                                |
| 2016             | The Change                     | Перемены                                      | -                                                      |
| 2018 — …..       | Silsila Badalte Rishton Ka     | История Наших Отношений                       | Nandini Rajdeep Thakur Нандини Радждип Тхакур          |

## Награды
| Год  | Награда                          | Номинация                                                    | Название проекта                                                      | Роль                             |
| ---- | -------------------------------- | ------------------------------------------------------------ | --------------------------------------------------------------------- | -------------------------------- |
| 2011 | Zee Gold Awards                  | Лучшая звездная пара                                         | Geet — Hui Sabse Parayi / Музыка которая никому неизвестна (сериал)   | Maan Singh Khurana Shared & Geet |
| 2011 | BIG Television Awards            | Разносторонний персонаж (номинация)                          | Geet — Hui Sabse Parayi / Музыка которая никому неизвестна (сериал)   | Geet                             |
| 2012 | Indian Telly Awards              | Лучшая экранная пара, вместе с Гурмитом Чаудхари (номинация) | Geet — Hui Sabse Parayi / Музыка которая никому неизвестна (сериал)   | Maan Singh Khurana Shared & Geet |
| 2013 | Indian Telly Awards              | Лучшая актриса в главной роли (номинация)                    | Madhubala — Ek Ishq Ek Junoon / Мадхубала — одна любовь, одна страсть | Madhubala                        |
| 2013 | Indian Telly Awards              | Лучшая пара, вместе с Вивианом Дсеной                        | Madhubala — Ek Ishq Ek Junoon / Мадхубала — одна любовь, одна страсть | Rishabh Kundra & Madhubala       |
| 2013 | BIG Star Entertainment Awards    | Самая популярная ТВ актриса (номинация)                      | Madhubala — Ek Ishq Ek Junoon / Мадхубала — одна любовь, одна страсть | Madhubala                        |
| 2014 | Star Guild Awards                | Лучшая драматическая роль                                    | Madhubala — Ek Ishq Ek Junoon / Мадхубала — одна любовь, одна страсть | Madhubala                        |
| 2014 | Gold Awards                      | Лучшая актриса (по мнению критиков)                          | Madhubala — Ek Ishq Ek Junoon / Мадхубала — одна любовь, одна страсть | Madhubala                        |
| 2014 | Indian Telly Awards              | Лучшая актриса в главной роли (номинация)                    | Madhubala — Ek Ishq Ek Junoon / Мадхубала — одна любовь, одна страсть | Madhubala                        |
| 2014 | Indian Telly Awards              | Лучшая экранная пара, вместе с Вивианом Дсеной (номинация)   | Madhubala — Ek Ishq Ek Junoon / Мадхубала — одна любовь, одна страсть | Rishabh Kundra & Madhubala       |
| 2018 | Indian Television Academy Awards | Лучшая популярная актриса                                    | Silsila Badalte Rishton Ka / Случай изменивший отношения              | Nandini                          |
| 2019 | Lions Gold Awards                | Лучшая популярная актриса                                    | Silsila Badalte Rishton Ka / Случай изменивший отношения              | Nandini                          |